# Lüdersburg
Lüdersburg – miejscowość i gmina położona w niemieckim kraju związkowym Dolna Saksonia, w powiecie Lüneburg. Należy do (niem. Samtgemeinde) gminy zbiorowej Scharnebeck.

## Położenie geograficzne
Lüdersburg leży ok. 12 km. na północny wschód od Lüneburga. Od wschodu sąsiaduje z Bleckede, od południa z gminą Rullstorf, od południowego zachodu graniczy z gminą Scharnebeck a od północnego zachodu z gminą Echem. Na północy graniczy z gminą Hittbergen. Teren gminy jest ograniczony od południa i zachodu rzeką Neetze i jej prawym dopływem Bruchwetter od północy.

## Dzielnice gminy
W skład gminy Lüdersburg wchodzą następujące dzielnice: Ahrenschulter, Bockelkathen, Grevenhorn, Jürgenstorf i Neu-Jürgenstorf.

## Zabytki
Imponujący dwór wyglądający na pałac pochodzi z 1776 i był zbudowany na fundamentach wcześniejszego zamku rycerskiego. Obecnie mieści się w nim hotel dla gości pola golfowego.

## Komunikacja
Do najbliższej autostrady A39 (do 2010 pod nazwą A250) w Lüneburgu jest ok. 10 km. Lüdersburg leży na uboczu. Do drogi krajowej B209 w Hohnstorf (Elbe) jest 6 km.